# Elenco de Os Simpsons

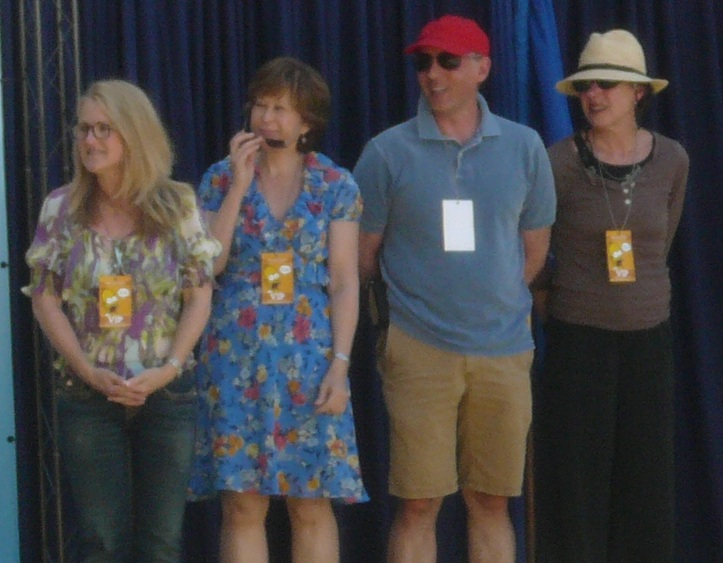
Quatro dos seis principais membros do elenco participam de uma cerimônia em 2009, da esquerda para a direita;Nancy Cartwright (Bart), Yeardley Smith: (Lisa), Dan Castellaneta (Homer) and Julie Kavner (Marge).

Os Simpsons é um desenho animado americano que possui seis dubladores fixos em sua versão original e dezenas de outras vozes e convidados. O elenco principal é composto por Dan Castellaneta, Julie Kavner, Nancy Cartwright, Yeardley Smith, Hank Azaria e Harry Shearer. Outros participantes são Tress MacNeille, Pamela Hayden, Maggie Roswell, Russi Taylor, Marcia Wallace, Marcia Mitzman Gaven e Karl Wiedergott que aparecem como membros do elenco de apoio. O elenco recorrentemente requisitado é composto por Albert Brooks, Phil Hartman, Jon Lovitz, Joe Mantegna and Kelsey Grammer.
Os créditos do programa só mostram os nomes dos dubladores e não os personagens que representam. A Fox e a equipe de produção queriam manter suas identidades secretas durante as primeiras temporadas e fecharam a maior parte das sessões de gravação, se recusando a publicar fotos dos artistas dubladores. Mais tarde foi revelado quais os papéis cada ator realizava no episódio "Old Money", porque os produtores disseram que os dubladores devem receber crédito por seu trabalho. Cada membro do elenco principal ganhou um prêmio Emmy por melhor dublagem de desenho animado. Shearer foi o último membro do elenco condecorado, recebendo seu prêmio em 2014 pelo episódio Four Regrettings and a Funeral. Castellaneta e Azaria ganharam quatro prêmios, enquanto Kavner, Cartwright, Smith, Shearer, Wallace, Grammer e a estrela convidada Jackie Mason ganharam um cada.

## História

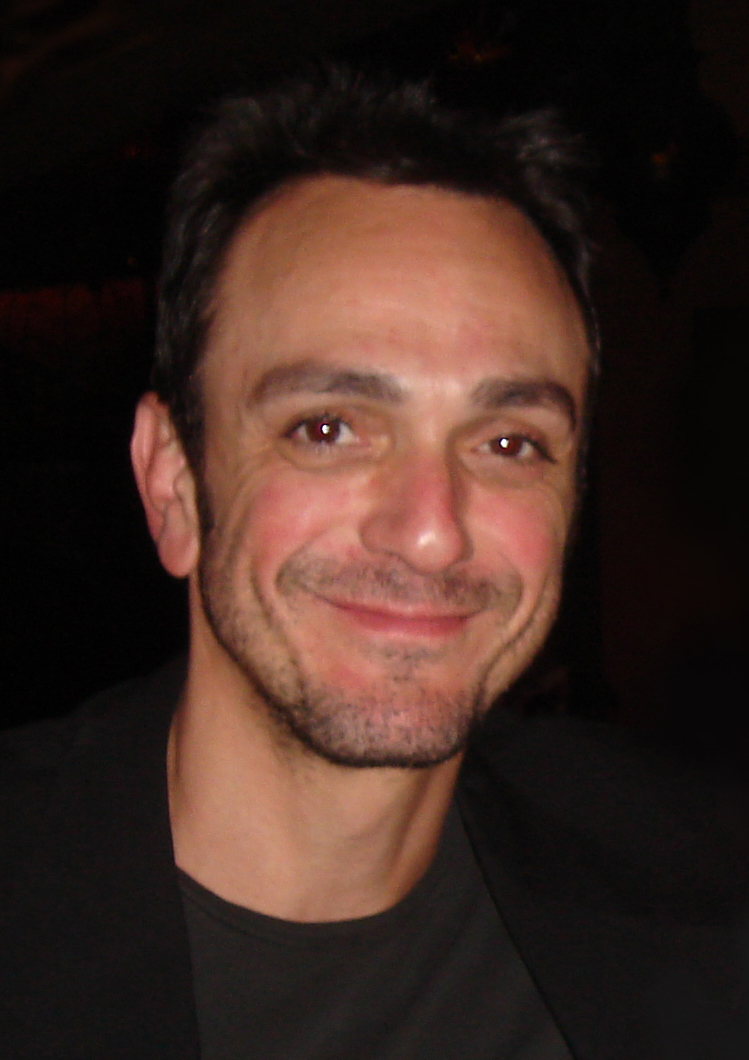
Hank Azaria faz parte do elenco de voz regular de Simpsons desde a segunda temporada.

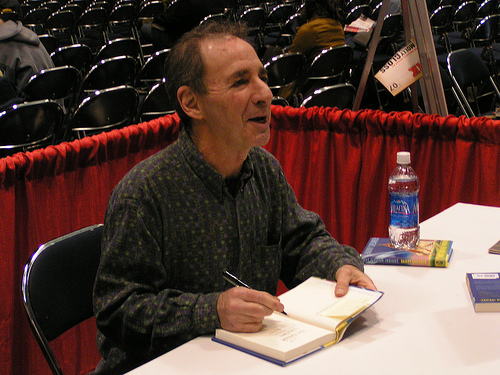
Harry Shearer foi o mais recente membro do elenco principal para ganhar um Prêmio Emmy.

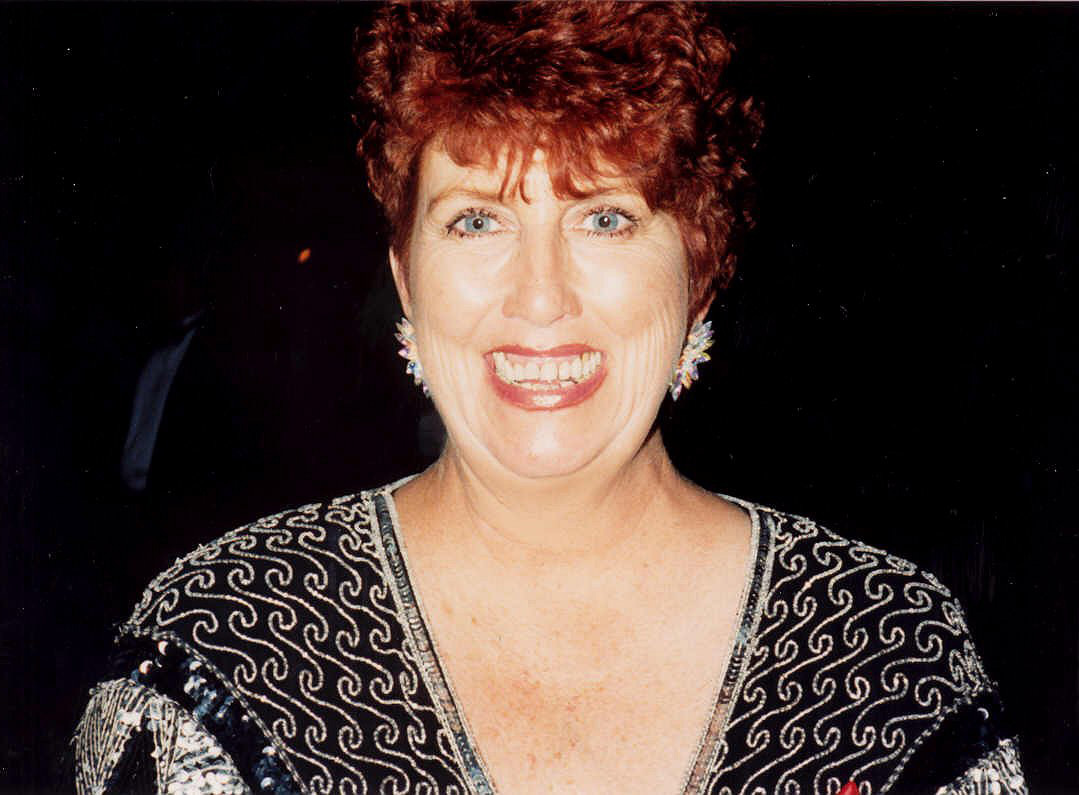
Marcia Wallace apareceu regularmente como a Sra. Krabappel até sua morte em 2013.

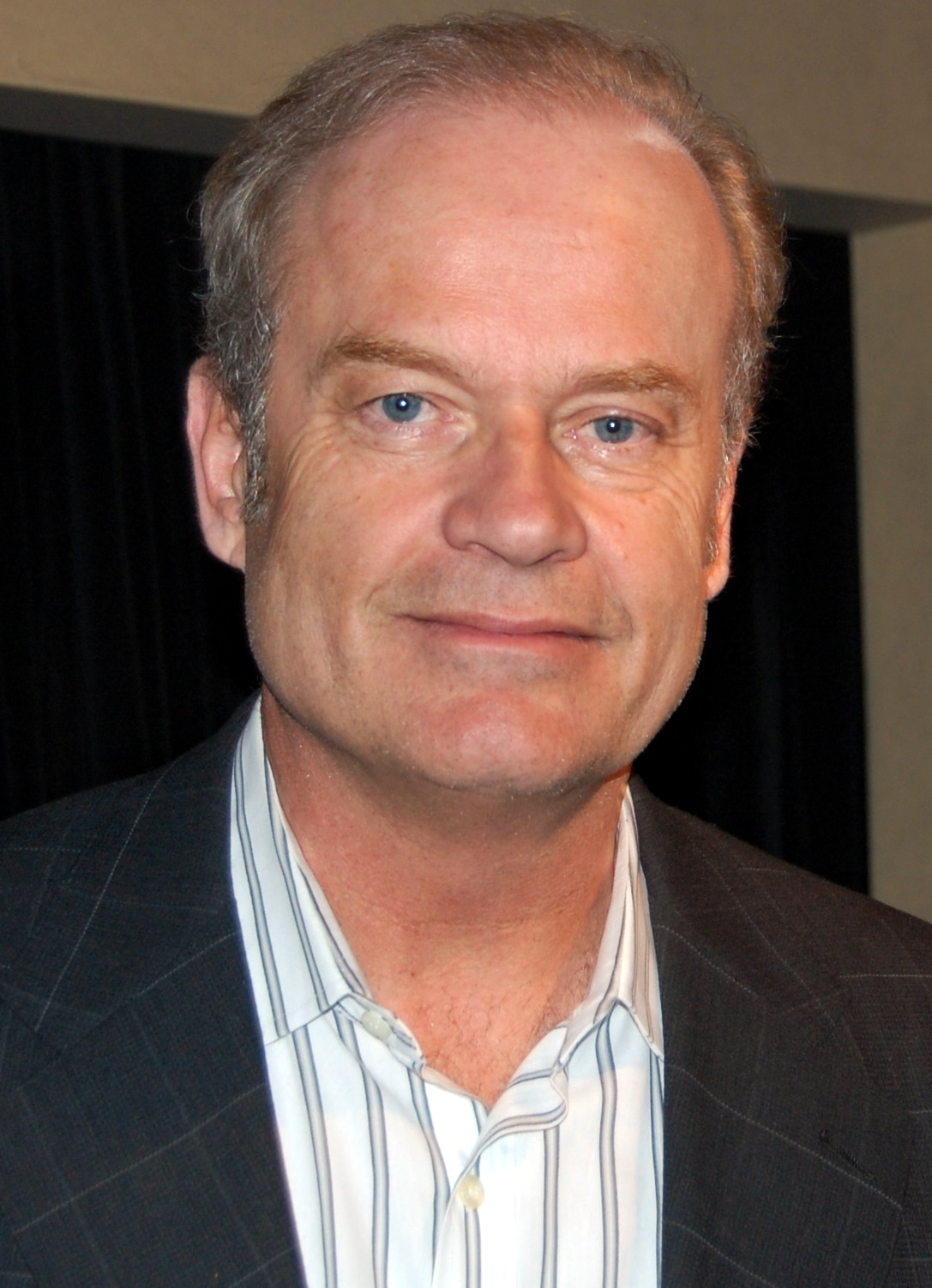
Kelsey Grammer fez a voz de Sideshow Bob.

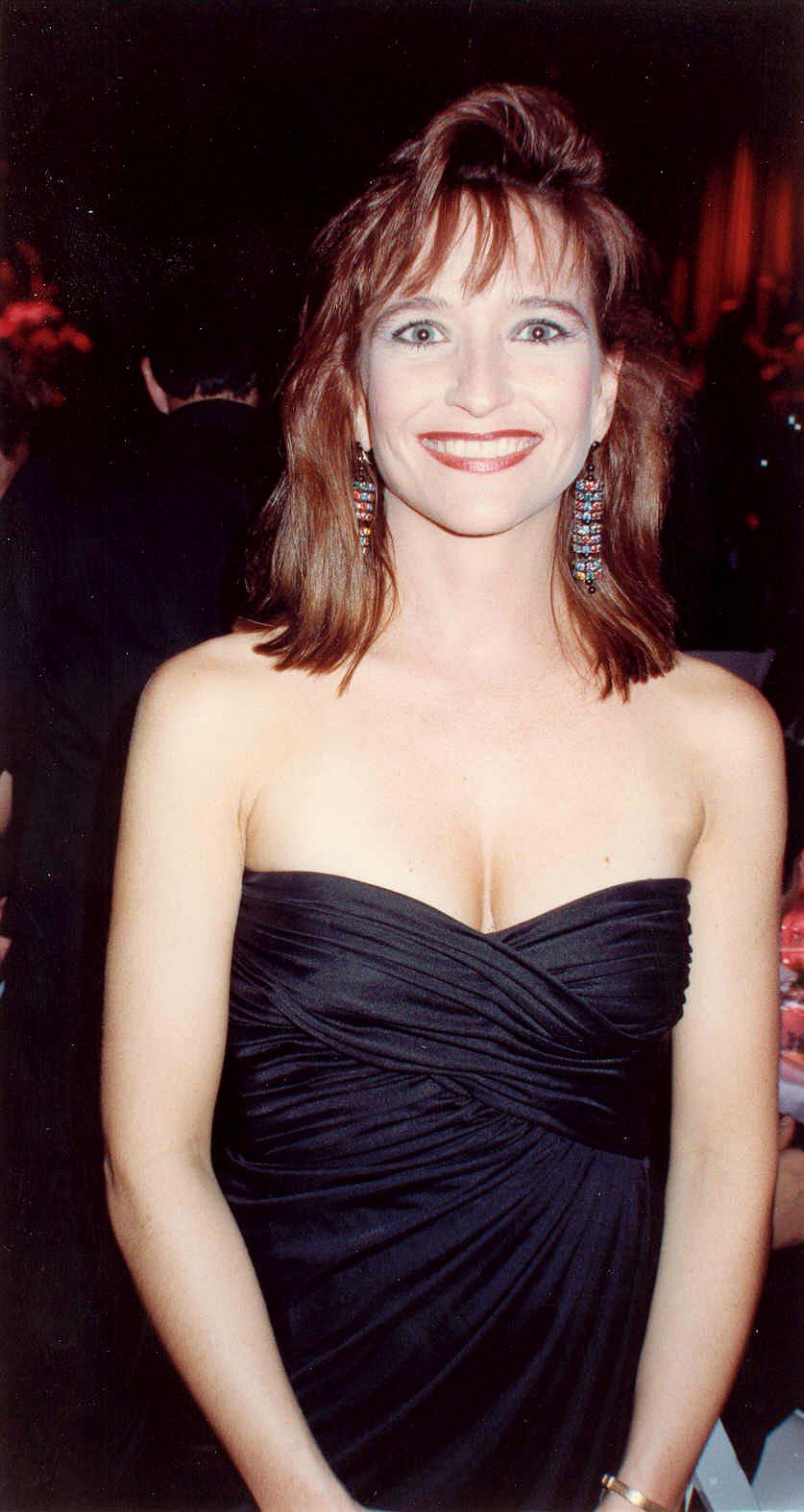
Jan Hooks fez a voz de Manjula Nahasapeemapetilon.

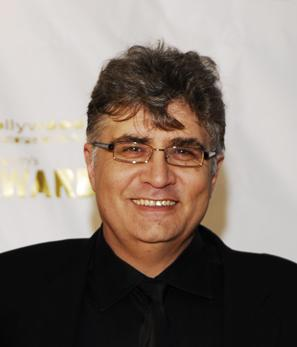
Maurice LaMarche apareceu em vários papéis secundários.

Castellaneta e Kavner foram convidados para fazer as vozes dos papéis principais de Homer e Marge Simpson, pois eram membros regulares do The Tracey Ullman Show onde os curtas de The Simpsons eram exibidos. Cartwright foi auditada para fazer a voz de Lisa, mas então descobriu que Lisa era simplesmente descrita como a "filha do meio" e, na época, não tinha muita personalidade. Ela então se interessou mais pelo papel de Bart. Assim o criador de Simpsons, Matt Groening, deixou que ela tentasse esse papel e, ao ouvi-lá, lhe deu o trabalho. Smith tinha sido inicialmente solicitado pela diretora de elenco Bonita Pietila para audição do papel de Bart, mas Pietila então percebeu que a voz de Smith era muito alta, Smith então recebeu o papel de Lisa, embora tenha quase desistido. Quando o show foi encomendado para uma série completa de meia hora, Shearer juntou-se ao elenco e desempenhou vários papéis. Groening e Sam Simon pediram a Shearer para se juntar ao elenco, pois eles eram fãs de seu programa de rádio. Azaria foi um ator convidado apenas para a primeira temporada, mas tornou-se permanente na segunda temporada.. Ele apareceu pela primeira vez em "Some Enchanted Evening", re-gravando as linhas de Christopher Collins como Moe Szyslak. Quando ele se juntou mais tarde ao resto do elenco, Groening ainda o considera  como o "cara novo".
Até 1998, os seis principais atores receberam US$ 30.000 por episódio. Em 1998, eles estavam envolvidos em uma disputa salarial em que a Fox ameaçava substituí-los por novos atores e chegou a preparar-se para lançar novas vozes. No entanto, o problema foi resolvido em breve e, de 1998 a 2004, foram pagos US$ 125.000 por episódio. Em 2004, os atores de voz ignoraram intencionalmente várias leituras de textos, exigindo que recebessem US$ 360.000 por episódio. A greve foi resolvida um mês depois. e até 2008 eles ganharam algo entre US$ 250.000. e US$ 360.000 por episódio. Em 2008, a produção para a vigésima temporada foi suspensa devido a novas negociações de contratos com os atores de voz, que queriam um "aumento saudável" no salário para um valor próximo de US$ 500.000 por episódio. A disputa foi resolvida rapidamente, e o salário dos atores foi reajustado para US$ 400.000 por episódio.
Em 2011, a Fox anunciou que, devido a dificuldades financeiras, não conseguiriam continuar a produzir The Simpsons sob seu contrato atual e que, a menos que houvesse cortes no salários, o desenho poderia terminar. Para as negociações, o estúdio solicitou que os membros do elenco aceitassem um corte de 45% dos salários para que mais temporadas pudessem ser produzidas após a temporada 23, ou então essa temporada seria a última. No final, o estúdio e os atores chegaram a um acordo, no qual os atores teriam um corte salarial de 30%, voltando a receber um pouco a mais que US$ 300.000 por episódio, prolongando o desenho animado para sua 25ª temporada. Além dos atores, todos os envolvidos no show aceitaram um corte salarial.

### Elenco regular
| Dublador         | Personagens               | Personagens          | Personagens                  | Personagens               |
| ---------------- | ------------------------- | -------------------- | ---------------------------- | ------------------------- |
| Dan Castellaneta | Homer Simpson             | Abraham Simpson      | Krusty                       | Barney Gumble             |
| Dan Castellaneta | Groundskeeper Willie      | Joe Quimby           | Santa's Little Helper        | Hans Moleman              |
| Dan Castellaneta | Sideshow Mel              | Itchy                | Squeaky Voiced Teen          | Gil Gunderson             |
| Dan Castellaneta | Blue Haired Lawyer        | Rich Texan           | Kodos                        | Louie                     |
| Dan Castellaneta | Arnie Pie                 | Bill                 | Mr. Teeny                    | Scott Christian           |
| Dan Castellaneta | Charlie                   | Gary                 | Captain Lance Murdock        | Mr. Prince                |
| Dan Castellaneta | Yes Guy                   | Jake the Barber      | Poochie                      | Leopold                   |
| Dan Castellaneta | Rabbi Krustofski[A]       | Frankie the Squealer | Coach Lugash                 | Jack Marley               |
| Julie Kavner     | Marge Simpson             | Marge Simpson        | Patty Bouvier                | Selma Bouvier             |
| Julie Kavner     | Jackie Bouvier            | Jackie Bouvier       | Sideshow Mel's wife          | Great Mom                 |
| Nancy Cartwright | Bart Simpson              | Maggie Simpson       | Nelson Muntz                 | Ralph Wiggum              |
| Nancy Cartwright | Kearney                   | Todd Flanders        | Rod Flanders                 | Database                  |
| Nancy Cartwright | Richard                   | Lewis Clark          | Nahasapeemapetilon octuplets | Brittany Brockman         |
| Yeardley Smith   | Lisa Simpson              | Lisa Simpson         | Maggie Simpson               | Eliza Simpson             |
| Yeardley Smith   | Angelica Button           | Angelica Button      | Grandma Flanders             | Cecile Shapiro            |
| Hank Azaria      | Moe Szyslak               | Clancy Wiggum        | Apu Nahasapeemapetilon       | Carl Carlson              |
| Hank Azaria      | Comic Book Guy            | Lou                  | Prof. Frink                  | Cletus Spuckler           |
| Hank Azaria      | Super-intendente Chalmers | Snake Jailbird       | Captain Horatio McCallister  | Kirk Van Houten           |
| Hank Azaria      | Wiseguy                   | Bumblebee Man        | Luigi Risotto                | Old Jewish Man            |
| Hank Azaria      | Disco Stu                 | Dr. Nick Riviera     | Duffman                      | Drederick Tatum           |
| Hank Azaria      | Julio                     | Johnny Tightlips     | Coach Krupt                  | Doug                      |
| Hank Azaria      | Chase/Pyro                | Legs                 | Akira                        | Khlav Kalash Vendor       |
| Hank Azaria      | Gunter                    | The Veterinarian     | Frank Grimes                 | LT Smash                  |
| Harry Shearer    | Mr. Burns                 | Waylon Smithers      | Ned Flanders                 | Seymour Skinner           |
| Harry Shearer    | Lenny Leonard             | Kent Brockman        | Reverendo Lovejoy            | Dr. Hibbert               |
| Harry Shearer    | Otto Mann                 | Jasper Beardley      | Scratchy                     | Rainier Wolfcastle/McBain |
| Harry Shearer    | Eddie                     | Dewey Largo          | Judge Snyder                 | Kang                      |
| Harry Shearer    | Marty                     | Dr. Marvin Monroe    | God                          | George H. W. Bush         |
| Harry Shearer    | Herman                    | Dave Shutton         | Dr. J. Loren Pryor           | Sanjay Nahasapeemapetilon |
| Harry Shearer    | Cesar                     | Tom Brokaw           | Principal Dondelinger        | Benjamin                  |
| Harry Shearer    | Richard Nixon             | Ronald Reagan        | Legs                         | Radioactive Man           |
| Harry Shearer    | Jebediah Springfield      | Mr. Bouvier          | Ernst                        | Nedward Flanders, Sr.     |

### Outros personagens
| Episódio | Dublador                                  | Personagens                | Personagens                             | Personagens               |
| -------- | ----------------------------------------- | -------------------------- | --------------------------------------- | ------------------------- |
| 494      | Pamela Hayden (1989–presente)             | Milhouse Van Houten        | Jimbo Jones                             | Rod Flanders              |
| 494      | Pamela Hayden (1989–presente)             | Todd Flanders              | Janey Powell                            | Sarah Wiggum              |
| 494      | Pamela Hayden (1989–presente)             | Malibu Stacy               | Patches                                 | Ruth Powers               |
| 494      | Pamela Hayden (1989–presente)             | Wendell Borton             | Lewis                                   | Richard                   |
| 494      | Pamela Hayden (1989–presente)             | Lois Pennycandy            | Mona Simpson                            | Dolph                     |
| 494      | Pamela Hayden (1989–presente)             | Amber Simpson              | Allison Taylor                          | Agnes Flanders            |
| 494      | Pamela Hayden (1989–presente)             | Miss Springfield           | Weasle                                  | Ham                       |
| 447      | Tress MacNeille (1990–presente)           | Agnes Skinner              | Dolph                                   | Brandine Spuckler         |
| 447      | Tress MacNeille (1990–presente)           | Lindsey Naegle             | Crazy Cat Lady                          | Cookie Kwan               |
| 447      | Tress MacNeille (1990–presente)           | Bernice Hibbert            | Mrs. Muntz                              | Mrs. Glick                |
| 447      | Tress MacNeille (1990–presente)           | Manjula Nahasapeemapetilon | Lunchlady Doris                         | Shauna                    |
| 447      | Tress MacNeille (1990–presente)           | Miss Springfield           | Ms. Albright                            | Boobarella                |
| 447      | Tress MacNeille (1990–presente)           | Opal                       | Kumiko Nakamura                         | Gino Terwilliger          |
| 447      | Tress MacNeille (1990–presente)           | Poor Violet                | Ginger Flanders                         | Brunella Pommelhorst      |
| 252      | Karl Wiedergott (1998–2010)               | Legs                       | Bill Clinton                            | Jimmy Carter              |
| 252      | Karl Wiedergott (1998–2010)               | Michael Jackson            | Kermit the Frog                         | Ned Flanders (1 episódio) |
| 204      | Maggie Roswell (1990–1999, 2002–presente) | Maude Flanders             | Helen Lovejoy                           | Elizabeth Hoover          |
| 204      | Maggie Roswell (1990–1999, 2002–presente) | Luana Van Houten           | Princesa Kashmir                        | Mary Bailey               |
| 204      | Maggie Roswell (1990–1999, 2002–presente) | Lewis Clark                | Richard                                 | Martha Quimby             |
| 204      | Maggie Roswell (1990–1999, 2002–presente) | Mona Simpson               | Sylvia Winfield                         | Strawberry                |
| 174      | Russi Taylor (1990–presente)              | Martin Prince              | Sherri                                  | Terri                     |
| 174      | Russi Taylor (1990–presente)              | Üter Zörker                | Wendell Borton                          | Lewis                     |
| 100      | Chris Edgerly (2011–presente)             | Vários personagens         | Vários personagens                      | Vários personagens        |
| 23       | Doris Grau (1991–1997)                    | Lunchlady Doris            | Lunchlady Doris                         | Lunchlady Doris           |
| 11       | Marcia Mitzman Gaven (1999–2002)          | Maude Flanders             | Helen Lovejoy                           | Elizabeth Hoover          |
| 11       | Jo Ann Harris (1989–1992)                 | Vários                     | Vários                                  | Vários                    |
| 4        | Christopher Collins (1989–1990)           | Mr. Burns                  | America's Most Armed and Dangerous Host |                           |

## Prêmios e indicações
| Ano  | Ator             | Prêmio      | Categoria                                        | Personagem                                                           | Episódio                                            | Resultado | Ref.   |
| ---- | ---------------- | ----------- | ------------------------------------------------ | -------------------------------------------------------------------- | --------------------------------------------------- | --------- | ------ |
| 1992 | Nancy Cartwright | Emmy Award  | Excelente desempenho de voz                      | Bart Simpson                                                         | "Separate Vocations"                                | Venceu    | [ 39 ] |
| 1992 | Dan Castellaneta | Emmy Award  | Excelente desempenho de voz                      | Homer Simpson                                                        | "Lisa's Pony"                                       | Venceu    | [ 39 ] |
| 1992 | Julie Kavner     | Emmy Award  | Excelente desempenho de voz                      | Marge Simpson                                                        | "I Married Marge"                                   | Venceu    | [ 39 ] |
| 1992 | Jackie Mason     | Emmy Award  | Excelente desempenho de voz                      | Rabbi Hyman Krustofski                                               | "Like Father, Like Clown"                           | Venceu    | [ 39 ] |
| 1992 | Yeardley Smith   | Emmy Award  | Excelente desempenho de voz                      | Lisa Simpson                                                         | "Lisa the Greek"                                    | Venceu    | [ 39 ] |
| 1992 | Marcia Wallace   | Emmy Award  | Excelente desempenho de voz                      | Edna Krabappel                                                       | "Bart the Lover"                                    | Venceu    | [ 39 ] |
| 1993 | Dan Castellaneta | Emmy Award  | Excelente desempenho de voz                      | Homer Simpson                                                        | "Mr. Plow"                                          | Venceu    | [ 40 ] |
| 1995 | Nancy Cartwright | Annie Award | Voz que atua no campo da animação                | Bart Simpson                                                         | "Radio Bart"                                        | Venceu    | [ 41 ] |
| 1997 | Maggie Roswell   | Annie Award | Melhor Voz Atuando por uma Artista               | Shary Bobbins                                                        | "Simpsoncalifragilisticexpiala(Annoyed Grunt)cious" | Indicado  | [ 42 ] |
| 1998 | Hank Azaria      | Emmy Award  | Excelente desempenho de voz                      | Apu Nahasapeemapetilon                                               |                                                     | Venceu    | [ 43 ] |
| 2001 | Hank Azaria      | Emmy Award  | Excelente desempenho de voz                      | Various                                                              | "Worst Episode Ever"                                | Venceu    | [ 44 ] |
| 2003 | Hank Azaria      | Emmy Award  | Excelente desempenho de voz                      | Vários                                                               | "Moe Baby Blues"                                    | Venceu    | [ 45 ] |
| 2004 | Dan Castellaneta | Emmy Award  | Excelente desempenho de voz                      | Vários personagens                                                   | "Today I am A Clown"                                | Venceu    | [ 46 ] |
| 2006 | Kelsey Grammer   | Emmy Award  | Excelente desempenho de voz                      | Sideshow Bob                                                         | "The Italian Bob"                                   | Venceu    | [ 47 ] |
| 2007 | Julie Kavner     | Annie Award | Melhor voz que atua em recurso animado           | Marge Simpson                                                        | The Simpsons Movie                                  | Indicado  | [ 48 ] |
| 2009 | Hank Azaria      | Emmy Award  | Excelente desempenho de voz                      | Moe Szyslak                                                          | "Eeny Teeny Maya Moe"                               | Indicado  | [ 49 ] |
| 2009 | Dan Castellaneta | Emmy Award  | Excelente desempenho de voz                      | Homer Simpson                                                        | "Father Knows Worst"                                | Venceu    | [ 50 ] |
| 2009 | Harry Shearer    | Emmy Award  | Excelente desempenho de voz                      | Mr. Burns Smithers Kent Brockman Lenny                               | "The Burns and the Bees"                            | Indicado  | [ 49 ] |
| 2010 | Hank Azaria      | Emmy Award  | Excelente desempenho de voz                      | Moe Szyslak Apu Nahasapeemapetilon                                   | "Moe Letter Blues"                                  | Indicado  | [ 51 ] |
| 2010 | Dan Castellaneta | Emmy Award  | Excelente desempenho de voz                      | Homer Simpson Grampa Simpson                                         | "Thursday with Abie"                                | Indicado  | [ 51 ] |
| 2011 | Dan Castellaneta | Emmy Award  | Excelente desempenho de voz                      | Homer Simpson Barney Gumble Krusty Louie                             | "Donnie Fatso"                                      | Indicado  | [ 52 ] |
| 2012 | Hank Azaria      | Emmy Award  | Excelente desempenho de voz                      | Moe Szyslak Duffman Mexican Duffman Carl Comic Book Guy Chief Wiggum | "Moe Goes from Rags to Riches"                      | Indicado  | [ 53 ] |
| 2014 | Harry Shearer    | Emmy Award  | Desempenho excepcional de voz sobre o personagem | Kent Brockman Mr. Burns Smithers                                     | "Four Regrettings and a Funeral"                    | Venceu    | [ 53 ] |
| 2015 | Dan Castellaneta | Emmy Award  | Desempenho excepcional de voz sobre o personagem | Homer Simpson                                                        | "Bart's New Friend"                                 | Indicado  | [ 53 ] |
| 2015 | Hank Azaria      | Emmy Award  | Desempenho excepcional de voz sobre o personagem | Moe Szyslak Pedicab Driver                                           | "The Princess Guide"                                | Venceu    | [ 53 ] |
| 2015 | Tress MacNeille  | Emmy Award  | Desempenho excepcional de voz sobre o personagem | Laney Fontaine Shauna Mrs. Muntz                                     | "My Fare Lady"                                      | Indicado  | [ 53 ] |
| 2017 | Nancy Cartwright | Emmy Award  | Desempenho excepcional de voz sobre o personagem | Bart Simpson                                                         | "Looking for Mr. Goodbart"                          | Indicado  | [ 53 ] |

## Ligações Externas
- Cast list at the Internet Movie Database